# اسکروندا
اسکروندا (به آلمانی: Schrunden) شهرکی در لتونی با جمعیت ۲٬۶۳۷ نفر است که در شهرداری اسکروندا واقع شده‌است.